# Haplolambda
L'aplolambda (gen. Haplolambda) è un mammifero estinto, appartenente ai pantodonti. Visse nel Paleocene superiore (circa 60 - 56 milioni di anni fa) e i suoi resti fossili sono stati ritrovati in Nordamerica.

## Descrizione
Questo animale doveva essere della taglia di un grosso montone, e la corporatura era piuttosto massiccia; la taglia era simile a quella del ben noto Pantolambda, ma le proporzioni corporee ricordavano quelle di Barylambda. Il cranio era relativamente piccolo rispetto al corpo; le zampe erano possenti e robuste, fornite di cinque dita dotate di zoccoli appiattiti e larghi. Rispetto all'assai simile Barylambda, Haplolambda si distingueva principalmente per la taglia minore e la corporatura leggermente più gracile, e per alcune caratteristiche dentarie: i canini erano molto più ridotti e sia il terzo molare superiore che il terzo molare inferiore erano di piccole dimensioni.

## Classificazione
Il genere Haplolambda venne descritto per la prima volta da Patterson nel 1939, sulla base della metà anteriore di uno scheletro ben conservato, rinvenuto nella Plateau Valley in Colorado. La specie tipo è Haplolambda quinni. Altre specie attribuite a questo genere sono H. simpsoni, del Paleocene superiore dello Utah, e H. barnesi, inizialmente attribuito a un genere a sé stante, Ignatiolambda.
Haplolambda è un membro piuttosto derivato dei pantodonti, un gruppo di mammiferi arcaici che si svilupparono nel corso del Paleocene, andando a occupare differenti nicchie ecologiche lasciate vacanti dopo l'estinzione del Cretaceo/Paleocene. In particolare, Haplolambda è un membro dei Barylambdidae, un gruppo di pantodonti di dimensioni medio-grandi; sembra che Haplolambda possa essere una forma intermedia tra i pantodonti più arcaici e il più derivato (e grosso) Barylambda.